# همه‌پرسی قانون اساسی قطر
یک همه‌پرسی برای تصویب قانون اساسی جدید در تاریخ ۲۹ آوریل ۲۰۰۳ در قطر برگزار شد که با اکثریت قریب به اتفاق آرا (تقریباً ۹۸٪) به تصویب رسید. جمعیت کشور در زمان برگزاری همه‌پرسی ۷۹۰٬۰۰۰ نفر تخمین زده می‌شد که از این تعداد فقط ۸۵٬۰۰۰ رای‌دهنده ثبت شده بودند. میزان مشارکت در این همه‌پرسی ۸۴/۳٪ بود.

## نتایج
| گزینه                     | رای    | ٪     |
| ------------------------- | ------ | ----- |
| آری                       | ۶۹٬۹۸۷ | ۹۸/۳۹ |
| نه                        | ۱۱۴۵   | ۱/۶۱  |
| آراء نامعتبر              | ۲۷۴    | -     |
| جمع                       | ۷۱٬۶۶۵ | ۱۰۰   |
| منبع: راهنمای انتخاب IFES |        |       |